# جعفر المهاجر
السيد محمد جعفر المهاجري العاملي (1941-)، عالم دين شيعي ومحقّق وأكاديمي له مؤلفات كثيرة امتازت بكشف النقاب عن الحقبات المغيّبة من تاريخ لبنان وجبل عامل. ولد في بعلبك في العام 1941 من عائلة ذات أصول عاملية.

## نسبه
هو الشيخ محمد جعفر بن الحاج سليمان بن الشيخ حبيب بن محمد بن حسن بن إبراهيم بن حسن ياسين، ويرتفع بأصوله البعيدة إلى قبيلة همدان اليمانية. أصل العائلة من بلدة حنويه العاملية، وكانت تُعرف قبل ذلك بآل إبراهيم، ولكن بعد الإحصاء الرسمي تم تسجيل هذا فرعهم بآل (المهاجر) حيث كان جدهم الشيخ حبيب مهاجرا وقت الإحصاء. جده العلامة الشيخ حبيب آل إبراهيم المهاجر العاملي (1886 - 1965).[بحاجة لمصدر]

## دراسته وعمله
تلقى علومه الاكاديمية الأولى في بعلبك، ثم اتّجه لدراسة العلوم الإسلامية فهاجر إلى النجف الأشرف عام 1952 حيث حضر على كبار أساتذتها، ونال إجازات من بعضهم.

أبرز أساتذته:
- أبو القاسم الخوئي
- محمد باقر الصدر
- محمد رضا المظفر
- محمد تقي الحكيم
- محمد تقي الأيرواني

سنة 1957 انتسب إلى كلية الفقه وتخرّج منها سنة 1962 حاملاً إجازة في اللغة العربية والدراسات الإسلاميّة. وبعد سنين من هجرته عاد إلى موطنه في بعلبك عام 1962، حيث تابع رسالة جدّه الشيخ حبيب آل إبراهيم في الإرشاد والتبليغ. وإلى جانب تولّيه مهام القضاء الشرعي في المحكمة الجعفرية في بعلبك منذ العام 1963، عمل في مجال البحث والتصنيف وأخرج العديد من الكتب والأبحاث التي قاربت العشرين كتابا غالبها في مجال التراجم والتاريخ.
 ولشغفه بالبحث التاريخي أسس مركز بهاء الدين العاملي للأبحاث والدراسات التاريخية والاجتماعية الذي انبثق عنه دار بهاء الدين للطباعة والنشر. 
 انتسب إلى عـددٍ من الجامعات في بيروت حيث اهتم بدراسة اللغات وآدابها. وتخرّج من إحداها حاملاً درجة دكتوراه دولة من الدرجة الأُولى في التاريخ. 

سنة 2004 تقاعد من سلك القضاء ليُعيّن قاضي شرف في المحكمة الجعفرية العُليا.

## مؤلفاته
له ما يقارب ال 25 مؤلفا غالبها في التاريخ الثقافي الشيعي والتراجم ومنها:
- المهاجر العاملي - الشيخ حبيب آل إبراهيم: سيرته، أعماله، مؤلفاته، شعره- مؤسسة تراث الشيعة.
- شيعة لبنان والمنطلق الحقيقي لتاريخه - الطبعة الأولى 2013 - دار بهاء الدين العاملي للنشر والتوزيع.
- التأسيس لتاريخ الشيعة في لبنان وسوريا.
- ستة فقهاء أبطال - المجلس الإسلامي الشيعي الأعلى مركز للدراسات والتوثيق والنشر - الطبعة الأولى 1994
- الهجرة العاملية إلى إيران في العصر الصفوي - الطبعة الأولى - 19989 - دار الروضة - لبنان.
- جبل عامل بين الشهيدين - الطبعة الأولى - 2005 - المعهد الفرنسي للدراسات العربية.( نال جائزة كتاب السنة من الجمهورية الإسلاميّة).
- حسام الدين بشارة أمير جبل عامل - الطبعة الأولى - 2005 - دار الهادي - لبنان.
- جبل عامل تحت الاحتلال الصليبي - دار الروضة للطباعة والنشر- الطبعة الأولى 2001
- مالك الأشتر: سيرته ومقامه في بعلبك - الطبعة الأولى - 2011 - دار المؤرخ العربي- لبنان[1]
- موكب الأحزان - الطبعة الأولى - 2011 - بهاء الدين العاملي للصباعة والنشر. لبنان[2]
- موكب الشهادة من المدينة إلى كربلاء - الطبعة الأولى 2012 - بهاء الدين للطباعة والنشر - لبنان تحميل كتاب موكب الشهادة
- أعلام الشيعة - الطبعة الأولى - 2010 - دار المؤرخ العربي - لبنان- (في ثلاث مجلدات)
- الكراجكي: عصره وسيرته وعالمه الفكري ومصنفاته - الطبعة الأولى 2013 - مؤسسة تراث الشيعة- لبنان[3]
- رجال الأشعريين من المحدّثين وأصحاب الأئمة - الطبعة الأولى - مركز العلوم والثقافة الإسلامية[4]
- ابن البرّاج الطرابلسي.
- أسامي الشيعة وما فيها من خفايا تاريخهم.
- الشهيد الأول- محمد بن مكي الجزيني.
- التاريخ السري للإمامة.
- سُكينة بنت عـلي ومقامها في داريّا.
- مسجد ومشهد رأس الحسين (ع) في بعلبك.
- التعليق - يوميات شهاب الدين أحمد بن طوق الدمشقي (في أربع مجلدات).
- تاريخ الشيعة في لبنان وسورية والجزيرة لمحمد حماده (ترجمة وتحقيق).
- الشيعة في لبنان تحت الحكم العثماني (ترجمة وتعليق).

## وصلات خارجية
- مركز بهاء الدين العاملي للأبحاث والدراسات التاريخية والاجتماعية